# Hành lang kinh tế Đông – Tây
Hành lang Kinh tế Đông - Tây (chữ Anh: East-West Economic Corridor - EWEC) là một chương trình hợp tác phát triển kinh tế thuộc tiểu vùng sông Mê Kông, là tuyến đường bộ dài 1.450 kilômét, bắt đầu từ Mawlamyine, Myanmar đến Đà Nẵng, Việt Nam kết thúc, nối liền bốn nước thuộc bán đảo Đông Dương gồm: Myanmar, Thái Lan, Lào và Việt Nam. Chương trình này được Hiệp hội các quốc gia Đông Nam Á nẩy sinh sáng kiến tại Hội nghị Bộ trưởng Tiểu vùng sông Mê Kông Mở rộng lần thứ tám, tổ chức tại Manila vào năm 1998. Hành lang này bắt đầu hoạt động vào ngày 12 tháng 12 năm 2006.
Thông qua Hành lang kinh tế Đông – Tây, thời gian di chuyển giữa Băng Cốc và Yangon là ba ngày, so với vận chuyển trên biển thường lệ thông qua eo biển Malacca cần hai đến ba tuần.

## Những nơi đi qua

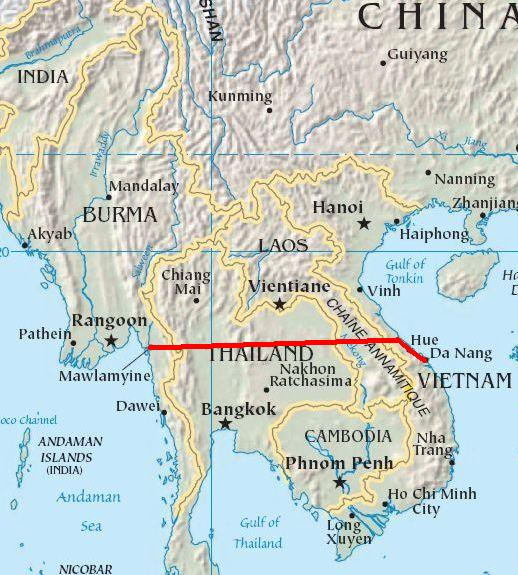
Hành lang Kinh tế Đông-Tây

### Myanmar
Mawlamyine - bang Mon - bang Kayin - Myawaddy - cầu Hữu nghị Miến - Thái II - (Thái Lan)

### Thái Lan
(Myanmar) - huyện Mae Sot - tỉnh Tak - tỉnh Sukhothai - tỉnh Phitsanulok - tỉnh Khon Kaen - tỉnh Kalasin - tỉnh Mukdahan - huyện Mueang Mukdahan - cầu Hữu nghị Thái - Lào II - (Lào)

### Lào
(Thái Lan) - thành phố Kaysone Phomvihane - tỉnh Savannakhet - Dansavan - (Việt Nam)

### Việt Nam
(Lào) - thị trấn Lao Bảo - tỉnh Quảng Trị - thành phố Huế - thành phố Đà Nẵng.

## Lý do cần có EWEC
Có ba lý do chính:
- Đẩy mạnh hợp tác kinh tế giữa các địa phương của bốn nước dọc theo EWEC. Tạo thuận lợi cho thương mại, đầu tư và phát triển kinh tế.
- Giảm chi phí vận tải tại các địa phương dọc theo EWEC, giúp cho việc vận chuyển hàng hóa và hành khách đạt hiệu quả cao hơn.
- Góp phần xóa đói, giảm nghèo tại các địa phương dọc theo EWEC.

## Các dự án liên quan
Có mười dự án lớn:
- Xây dựng tuyến đường bộ Đông-Tây

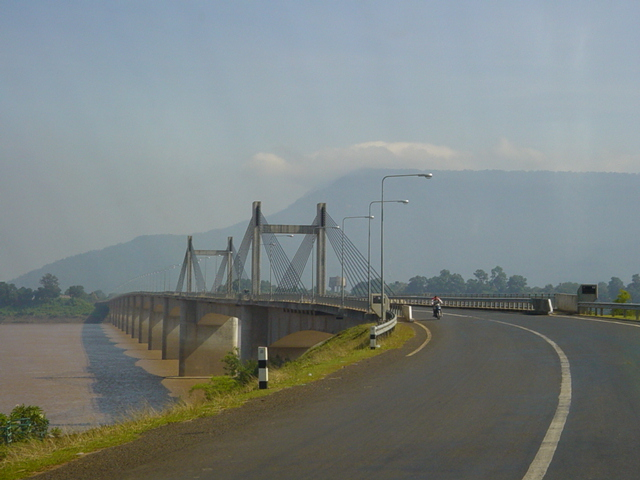
Cầu bắc qua sông Mê Kông, một hạng mục của dự án phát triển đường bộ

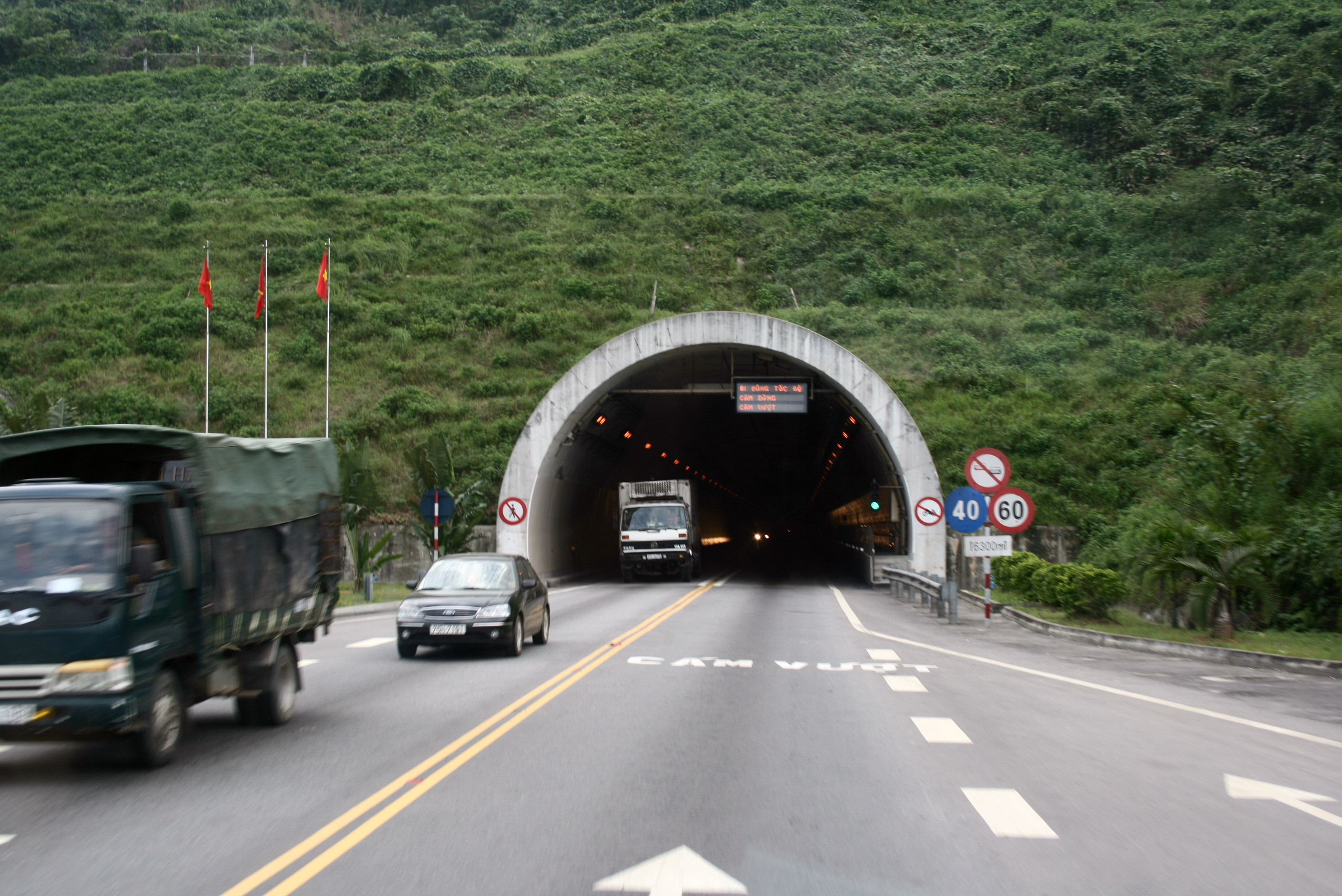
Hầm qua dãy núi Hải Vân, một hạng mục của dự án phát triển đường bộ

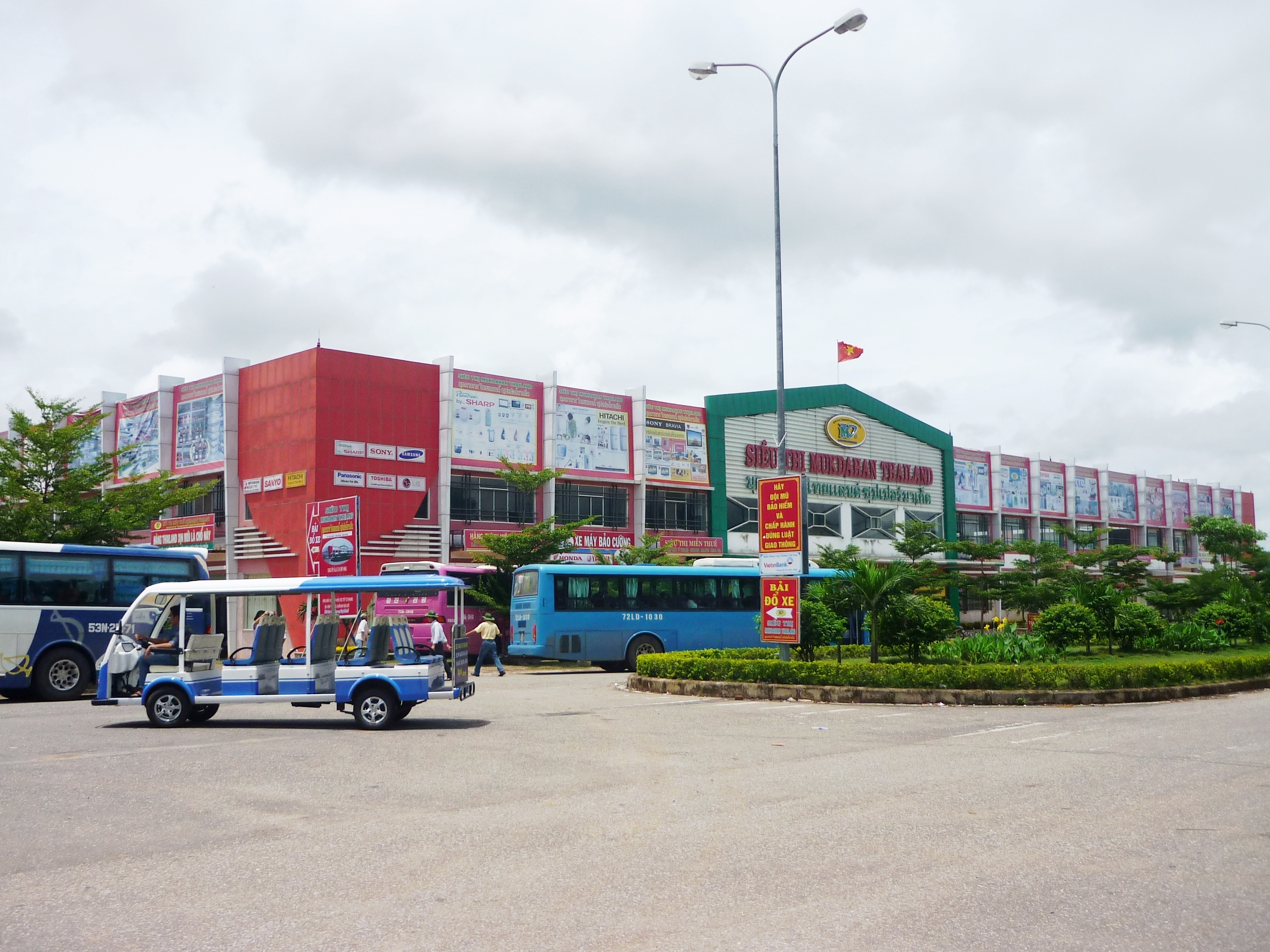

- Xây dựng các cảng trung chuyển tại Mawlamyine (hoặc Yangon) và Đà Nẵng
- Thuận lợi hóa vận chuyển người và hàng hóa qua biên giới
- Phát triển nguồn nhân lực phục vụ giao thông vận tải
- Phát triển năng lượng (điện năng)
- Thúc đẩy thực hiện các hiệp định về trao đổi năng lượng
- Phát triển cơ sở hạ tầng thông tin liên lạc
- Phát triển du lịch
- Các sáng kiến về hành lang kinh tế
- Các sáng kiến của Ban Công tác Phát triển Hành lang Đông-Tây thuộc Ủy ban Hợp tác Kinh tế và Công nghiệp ASEAN-METI
- Phát triển Kinh tế Vùng và Địa Phương dọc theo Hành lang Kinh tế Đông-Tây hướng tới Phát triển Toàn diện và Bình Đẳng khu vực Tiểu vùng Sông Mekong - www.mekonginstitute.org và SDC

Ngoài ra, còn gần 70 dự án/tiểu dự án khác trong các lĩnh vực giao thông vận tải, thông tin liên lạc, du lịch, tạo thuận lợi cho thương mại, nông nghiệp, đầu tư tư nhân và phát triển các khu công nghiệp. Các dự án này cùng với 10 dự án lớn nói trên hợp thành ma trận phát triển.

## Tác động dự kiến
Các hoạt động thương mại của EWEC chủ yếu tập trung ở sáu địa phương gồm Mawlamyine, Phitsanulok, Khon Kaen, Savannakhet, Huế, và Đà Nẵng. Tuy nhiên, nhiều thị trấn thuộc các địa phương có EWEC chạy qua cũng sẽ nhân được những tác động kinh tế tích cực. Các khu vực mà EWEC đi qua nói chung còn kém phát triển; kinh tế lấy nông nghiệp làm chủ đạo. EWEC qua kết nối với các trục giao thông Nam-Bắc sẽ giúp các khu vực trên tiếp cận dễ dàng hơn với các trung tâm kinh tế ở phía Bắc và phía Nam như Bangkok, Thành phố Hồ Chí Minh và Hà Nội. EWEC còn mở đường ra biển cho các khu vực trên, cung cấp hải sản cho họ và giúp họ đem các sản phẩm nông-lâm nghiệp của mình đi tiêu thụ. Nhờ phát triển giao thông vận tải, thông tin liên lạc và năng lượng, các khu vực sẽ có thêm nhiều cơ hội phát triển, trong đó đầu tư tư nhân là quan trọng nhất.

## Cơ chế hợp tác
Cơ chế hợp tác giữa các nước và các địa phương có liên quan đến EWEC bao gồm Hội nghị Cấp cao EWEC (SOM EWEC) và hoạt động của Ban Công tác Phát triển Hành lang Đông-Tây thuộc Ủy ban Hợp tác Kinh tế và Công nghiệp ASEAN-METI.